# 和平号空间站核心舱

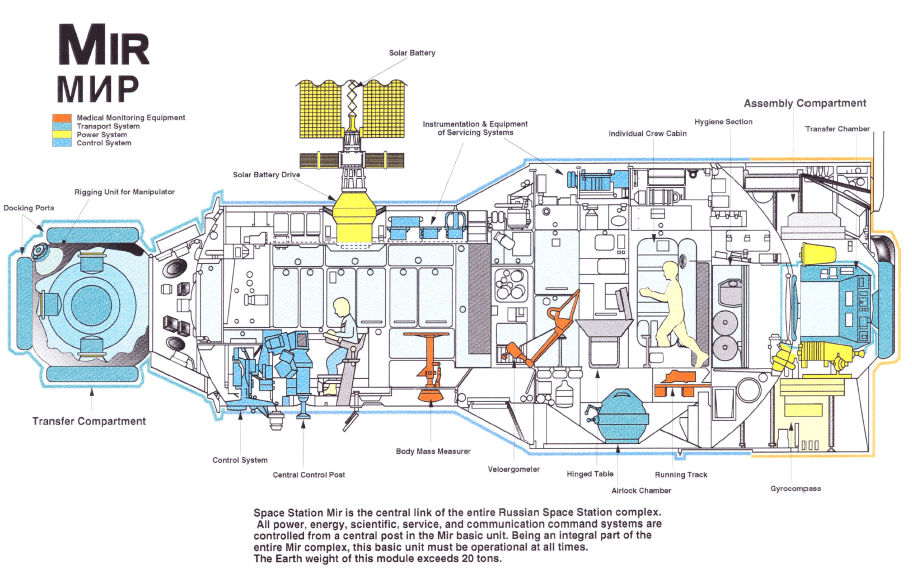
核心舱侧视图

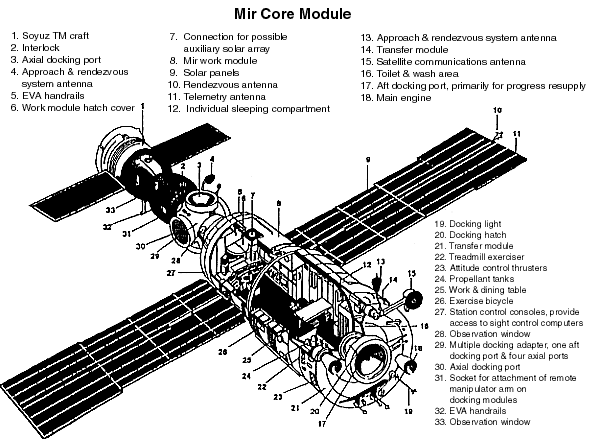
核心舱俯视图

和平号空间站核心舱(DOS-7)是和平号空间站首个发射升空的组件。于1986年2月20日由质子-K运载火箭在拜科努尔航天发射场LC-200/39发射台发射升空。 在设计之初，和平号空间站的核心舱（DOS-7）和国际空间站的星辰号服务舱（DOS-8）是做为礼炮7号的一部分而设计建造的，后者甚至一直到2000年才作为国际空间站的一部分发射升空。

## 规格
- 长： 13.13 米
- 直径：4.15 米
- 活动空间：90 立方米
- 质量：20,400 公斤
- 翼展：20.73 米

## 升空初期
核心舱被送到位于172*301公里的初始轨道面，并于3月6日开始接受指令，3月8日到达距离礼炮7号只有10公里的位置。第一次使用同步卫星中继通信是在3月29日。

## 设备
核心舱上拥有以下设备：
- 对大气层尘埃进行分析的EFO-1电子光度计
- 哈苏相机
- KATE-140地形扫描遥感相机（50米精确范围）
- MKS-M多段波光谱仪（0.4-0.9微米）
- 256通道光谱仪（可见光和红外线范围）
- 研究地表大气排放的脉冲观测仪。[1]

## 配置
和平号空间站核心舱的设计大致基于礼炮6号及7号的蓝图。但相较于前两者，其在设计过程中也有一些创新和独到之处，其中包括更好的计算机设备以及太阳能电池板。自1978年起，苏联曾在礼炮6号和礼炮7号上进行了一定数量的镓太阳能电池阵列的实验。最终在和平号核心舱上所采用的镓太阳能电池阵列是礼炮7号所搭载帆板跨度的近2倍，其效率比礼炮7号的硅太阳能电池板整体提高了30%左右（达到每平方米120瓦）。1987年6月，第三块太阳能帆板被安装到了核心舱上，由量子1号运送至空间站。
和平号核心舱的设计初衷是设计一个足够容纳两名宇航员起居生活的舒适的独立工作舱室，主要任务则是作为宇航员日常的娱乐及生活空间，其内部置有厕所、健身、医疗及娱乐影音设备。舱舷的两侧则是宇航员们的睡眠区和私人空间。
核心舱共有六套对接机构，其中四个位于核心舱前端的球形节点舱上，称之为停泊口；另外两个接口一个位于核心舱后端的大柱段，一个位于节点舱前端，计划留作联盟号或进步号的对接口。核心舱装备有两台轨控发动机，都设置在大柱段尾部，每台发动机可提供约300公斤的推力，两台发动机自1987年4月核心舱与量子1号对接起就已被停用。